# Saab 9-X BioHybrid
O 9-X BioHybrid é um protótipo esportivo apresentado pela Saab no Salão de Genebra de 2008.